# 越秀南客运站

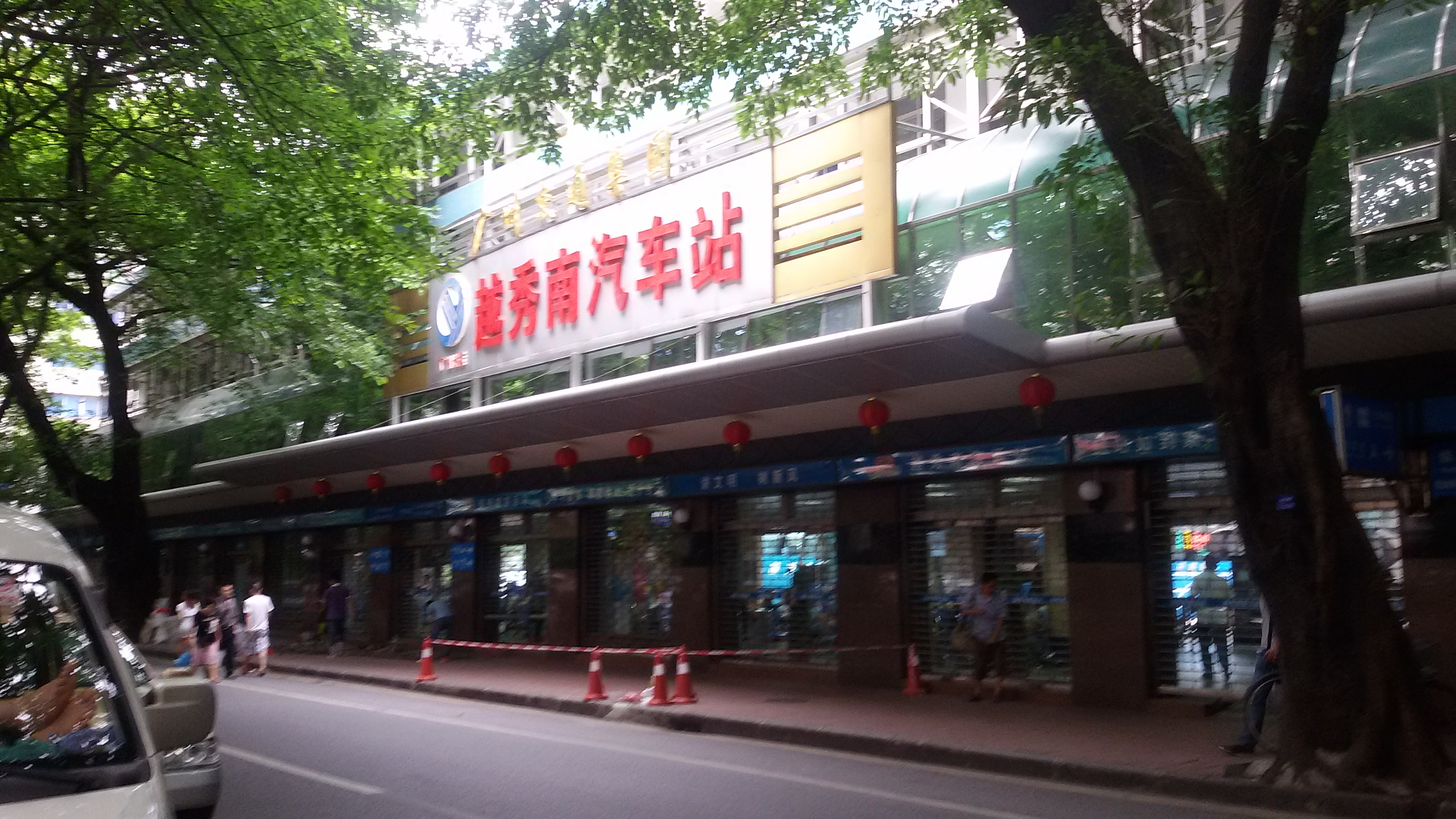
越秀南客運站

越秀南客運站是廣州的一個已拆除的客運站，建於1950年，为国有汽车客运站，由广州市长途汽车运输公司负责管理运营。车站为省汽车客运站的旧站，位於越秀区越秀南路东园横路2号，站场占地面积12000多平方米，其中车场6200平方米，发车位26个。
客运站经营的线路遍达广东省内多个地区和江西、江苏、广西等省外多个市县，现已开通了香港、澳门、深圳、珠海、中山等多条直达快线。
越秀南客運站于2019年5月1日关闭。

## 交通

### 地铁
六号线团一大广场站A出口
- 公共汽車：越秀南路站